# Menocchio
Domenico Scandella dit Menocchio, diminutif populaire de Domenico, (Montereale Valcellina, 1532 - Pordenone, vers 1600) est un meunier du Frioul, jugé et brûlé vif pour hérésie par l'Inquisition. C’est l’historien Carlo Ginzburg qui le fait connaitre grâce à son essai Il formaggio e i vermi. Il cosmo di un mugnaio del '500, publié en 1976.

## Le premier procès
Mis à part deux ans passés dans la ville voisine d’Arba, vers 1563, à la suite d’une rixe, Menocchio a toujours vécu dans le pays de Montereale, qui comptait alors environ 650 habitants, en faisant vivre sa nombreuse famille, composée de sa femme et de ses sept enfants, grâce aux revenus de deux champs et de deux moulins, tenus en location, il était aussi maçon et charpentier. En 1581, comme il sait lire, écrire et compter, il est maire de Montereale et des villages environnants, et administrateur de l'église locale.
Le 28 septembre 1583, à l’instigation d’un autre prêtre, Ottavio Montereale, le curé de Montereale, Don Odorico Vora, le dénonce anonymement au Saint-Office sous l’accusation d'avoir des opinions hérétiques concernant le Christ. De nombreux témoignages viennent confirmer et élargir le champ des accusations, si bien que le 4 février 1584 le moine franciscain Felice de Montefalco, inquisiteur d'Aquilée et de Concordia, ordonne son arrestation et son incarcération dans la prison de Concordia, le 7 février où Menocchio est interrogé pour la première fois.
Il expose une conception originale du monde : au début « tout était un chaos c’est-à-dire que terre, air, eau et feu étaient confondus ; et ce le volume, en évoluant, constitua une masse, à peu près comme se forme le fromage dans le lait, et tout cela devint des vers, dont quelques-uns formèrent des anges et […] parmi ce nombre d’anges il y avait encore Dieu, créé lui aussi en même temps à partir de la masse et il fut fait seigneur avec quatre capitaines : Lucifer, Michel, Gabriel et Raphael. Ce Lucifer voulut se faire seigneur comparable au roi, ce qui était réservé à la majesté de Dieu, et Dieu pour punir son orgueil commanda qu'il fût chassé du ciel avec tous ses partisans […] Dieu fit ensuite Adam et Ève, et des gens en grand nombre pour tenir la place des anges qui avaient été chassés. Comme la multitude ne respectait pas ses commandements Dieu envoya son Fils, dont les Juifs s’emparèrent, et il fut crucifié. "
Concernant Jésus Christ, il précise qu’il fut crucifié et non pendu, et il dit qu'« il était l'un des fils de Dieu, parce que nous sommes tous fils de Dieu et de la même nature que celui qui fut crucifié, et qu'il était homme comme nous autres mais supérieur en dignité, comme on dirait maintenant que le pape, qui est comme nous, nous est supérieur en dignité, par ce qu’il peut faire, et celui qui fut crucifié naquit de saint Joseph et de la Vierge Marie ». Sur la virginité de Marie, il nourrit cependant quelques doutes - parce que « tant d’hommes sont nés dans ce monde et aucun n’est né d’une femme vierge » – et aussi parce qu'il a lu dans Il fioretto della Bibbia, traduction d’une chronique catalane médiévale qu'il avait achetée à Venise pour deux sous, que « saint Joseph appelait son fils notre Seigneur Jésus-Christ. » Il ne s’arrête pas là : citant un livre qu’il appelait Rosario o Lucidario della Madonna - à identifier peut-être avec le Rosario della gloriosa Vergine Maria du dominicain Alberto da Castello – Menocchio déclare que Marie était appelée vierge seulement parce qu’elle avait été « dans le temple des vierges, parce qu’il existait un temple où l’on entretenait douze vierges qui par la suite se mariaient », entendant seulement par vierge toute jeune fille destinée à un mari.
Menocchio devait être quelqu’un à la parole vive, assuré des convictions qu’il s’était faites, ayant avec son « cerveau subtil […] voulu chercher les choses élevées et qu’il ne savait pas », mais ses convictions reflètent certainement l'expérience de sa propre vie : par exemple, dans la déclaration du 28 avril 1584, faite dans le palais de la Podestà de Portogruaro, il observe que dans les litiges juridiques le latin, langue de l'Église, se révélait « une trahison envers les pauvres parce que […] les pauvres gens ne savent pas ce qu’on leur dit et s'ils veulent […] dire quatre mots ils ont besoin d’un avocat » ; il annonce par là ce qui suit, que « le pape, les cardinaux, les évêques sont trop grands et trop riches » et qu’ils exploitent les pauvres, parce que « tout est à l'Église et aux prêtres » et il en conclut que la religion elle-même doit être claire, comme la langue que parlent les pauvres et simple, comme sont simples les pauvres et comme l'Église elle aussi devrait être : « Je voudrais qu’ils croient à la majesté de Dieu, et qu’ils soient des hommes de bien, et qu’ils fassent comme l’a dit Jésus-Christ, qui a répondu aux Juifs qui lui demandaient quelle loi était la plus grande : aimer Dieu et aimer son prochain ». Et à partir de la simplicité de cette conception religieuse il en déduit que les croyants de toutes les confessions sont égaux, chrétiens et hérétiques, Turcs et Juifs, parce que Dieu « les aime tous et les a tous sauvés en une seule fois. »

## Le deuxième procès
La condamnation pour hérésie de Menocchio n’empêche pas qu’il soit nommé en 1590 administrateur - camérier - des biens de la paroisse de Santa Maria di Montereale ; en 1595, il est chargé de fournir une expertise sur une affaire d'intérêt entre un propriétaire agricole et son locataire et, la même année, il loue un autre moulin avec son fils Stefano. Il participe à la vie de la communauté mais la mort de son fils Ziannuto aggrave sans doute sa situation économique alors qu’il est obligé de travailler aussi en dehors de son petit pays ; au début de 1597 il demande l’autorisation de circuler librement et de ne plus être obligé d’habiter sur place : l'inquisiteur d'Udine lui accorde la libre circulation en dehors de Montereale, il peut ainsi un peu remédier à sa pauvreté et à celle de sa famille, mais doit toutefois toujours porter l'habit d'hérétique.
Cependant il ne cesse d'exprimer librement ses opinions sur les sujets qui pourtant lui ont coûté si cher. Lors du carnaval de 1596, sur la place d'Udine, il déclare à une connaissance, Lunardo Simon, qu’il ne croit pas aux évangiles, qui ont été écrits par « des prêtres et des frères, qui n'ont rien d'autre à faire ». Dans le même temps, il confie à un Juif qu'il sait bien être un hérétique et que tôt ou tard l'Inquisition le ferait mourir : mais maintenant qu'il est vieux et seul au monde (il ne semblait pas s'entendre avec les enfants qui lui restaient), il ne se soucie même pas de sauver sa vie, en s'enfuyant éventuellement à Genève.
Lorsqu'il apprend que Menocchio met en doute la divinité du Christ et la bonne conduite de Marie, l'inquisiteur général du Frioul, le frère Gerolamo Asteo, le fait arrêter : en juin 1599 il est emprisonné dans la prison d'Aviano, puis dans celle de Portogruaro et, à partir du 12 juillet, il est interrogé. Il reconnait tout de suite avoir dit des choses contraires à la foi catholique, mais seulement pour plaisanter ; ensuite il déclare une nouvelle fois que les évangiles canoniques pouvaient être des inventions des frères, puisqu'il existait aussi des évangiles apocryphes, considérés comme absolument faux ; enfin, il fait à l'inquisiteur sa profession de foi originelle : des quatre éléments qui constituaient la nature, le feu était Dieu, tandis que « le Père est l'air, le Fils est la terre et le Saint-Esprit est l'eau ». Après tout, dans sa toute-puissance, Dieu pouvait être tout ce qu'il veut.
Il essaye ensuite de justifier ses « hérésies » auprès de l'inquisiteur avec sa petite culture : les frères qui avaient écrit les évangiles étaient évidemment les évangélistes et s'il a nié l'existence du paradis c'est « parce qu'il ne savait pas où il était ». À la fin de l'interrogatoire il remet un écrit où il expose les misères de sa vieillesse, l'abandon de ses enfants qui l'évitent pour son extravagance, et la promesse de « croire sinon ce que croit la sainte Église mais ce que commandent mes supérieurs ».

## Condamnation et exécution
Par le témoignage d'un certain Donato Serotino en date du 6 juillet 1601 au commissaire de l'inquisition du Frioul, il est établi qu'à la suite de sa condamnation, lors de son deuxième procès, et sur l'insistance du Saint-Office en novembre 1599, le meunier du Frioul est exécuté, au même moment où Giordano Bruno est condamné à Rome au même supplice. Menocchio est brûlé vif, vers 1600, sans doute dans son village de Pordenone.

## Adaptations cinématographiques
- 2018 : Menocchio, film italien d'Alberto Fasulo.